# Verébgalambocska
A verébgalambocska (Columbina passerina) a madarak osztályának galambalakúak (Columbiformes) rendjébe és a galambfélék (Columbidae) családjába tartozó faj.

## Előfordulása
Észak-Amerika déli részétől, Közép-Amerikán keresztül, Dél-Amerika északi részéig honos.

## Alfajai
- Columbina passerina passerina
- Columbina passerina albivitta
- Columbina passerina antillarum
- Columbina passerina bahamensis
- Columbina passerina exigua
- Columbina passerina griseola
- Columbina passerina insularis
- Columbina passerina jamaicensis
- Columbina passerina nana
- Columbina passerina navassae
- Columbina passerina neglecta
- Columbina passerina nigrirostris
- Columbina passerina pallescens
- Columbina passerina parvula
- Columbina passerina portoricensis
- Columbina passerina quitensis
- Columbina passerina socorroensis
- Columbina passerina tortugensis
- Columbina passerina trochila
- Columbina passerina umbrina
- Columbina passerina volitans

## Megjelenése
Testhossza 17-20 centiméter, testtömege 32 gramm. Mellén pikkelyes mintázatot visel. Rövid szárnyai és farka van.
|  |

## Életmódja
Párban, vagy kisebb csapatban a földön keresgéli magvakból álló táplálékát.

## Szaporodása
Fákra, vagy a talajra készíti fészkét, gallyak felhasználásával.